# Charles Roussel (peintre)
Pour les articles homonymes, voir Roussel.
Charles Roussel, né à Tourcoing le 16 février 1861 et mort à Berck le 15 mars 1936, est un peintre et illustrateur français.

## Biographie
Charles Émile Joseph Roussel naît le 16 février 1861 à Tourcoing dans le département du Nord, du mariage de Joseph François Roussel et d'Aimée Amélie Joseph Castelain. Le 26 mars 1925, dans le 14e arrondissement de Paris, il épouse Simonne Eugénie Filiatre, née à Boulogne-sur-Mer. Ils ont un fils, Charles Louis Roussel, né en 1909 dans le 12e arrondissement de Paris et mort en 2000 à Cucq,.
Il entre à l’école académique en 1877 et obtient des distinctions jusqu’en 1880. Après un passage à Lille, il devient élève aux Beaux-Arts de Paris dans l'atelier d'Alexandre Cabanel jusqu'en 1886 et poursuit son enseignement auprès de Jean-Joseph Weerts.
Au début des années 1880, il effectue des voyages au Pays Basque, en Italie, en Espagne et dans le sud-ouest de la France et, après avoir séjourné à Pont-Aven en 1886, il décide de s’installer à Berck où il est conseillé par Francis Tattegrain dont il restera proche. D'ailleurs, il possède dans son atelier son portrait « peint par le maître en quarante minutes », resté depuis dans la famille du peintre.
À partir de 1887, il participe au Salon des artistes français  avecLes Apprêts pour la pêche, une toile qu’il offre au musée de sa ville natale ; il sera présent à ce Salon jusqu’en 1934. Tous ses envois sont inspirés de la marine de Berck.
Même s'il peint souvent les dunes et les garennes, il affectionne les scènes d’estran avec les départs et retours de pêche, les préparatifs et l'attente, les pêcheuses de crevettes et les verotières. Il peint également sur des petits panneaux qu’il emmène partout, comme celui représentant la procession de Saint-Josse.
Il réalise l'essentiel de sa carrière à Berck.
Roussel illustre un certain nombre d'ouvrages entre les années 1900 et 1920.
Il meurt le 16 mars 1936 à Berck.

## Œuvre

### Dans les collections publiques
- Berck, musée de France d'Opale Sud :
  - Pêcheuses de crevettes, huile sur toile, 61 × 108 cm[9] ;
  - Tobie et l’ange, huile sur toile, 65 × 81 cm[10].

- Tourcoing, MUba Eugène-Leroy :
  - Les Apprêts pour la pêche, Berck-sur-Mer, 1887, huile sur toile, 157 × 243 cm[11] ;
  - Enfant debout, 1882, dessin[12] ;
  - Adolescent de dos, 1882, dessin[13].

Œuvres de Charles Roussel
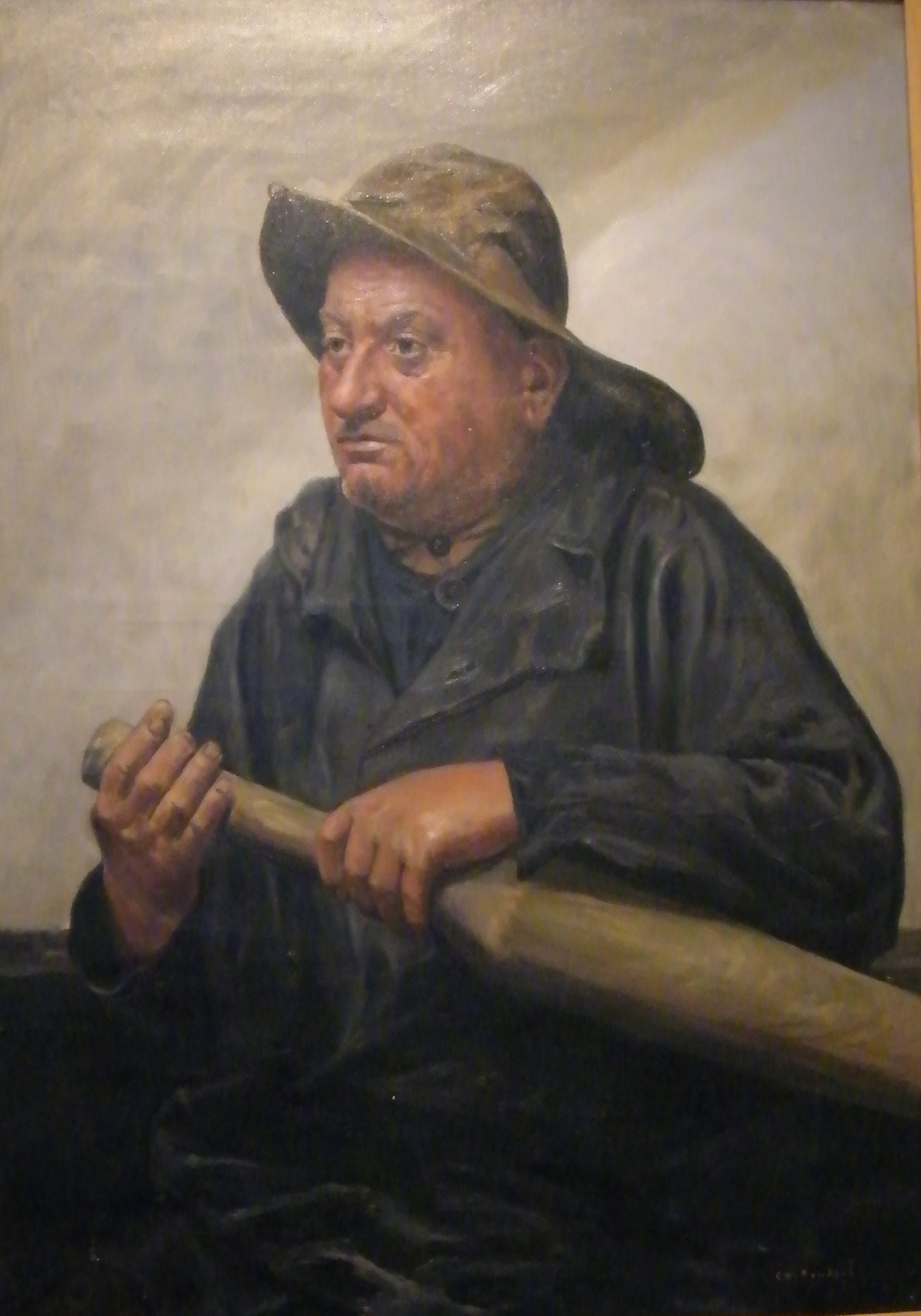
Pêcheur, Berck, musée de France d'Opale Sud
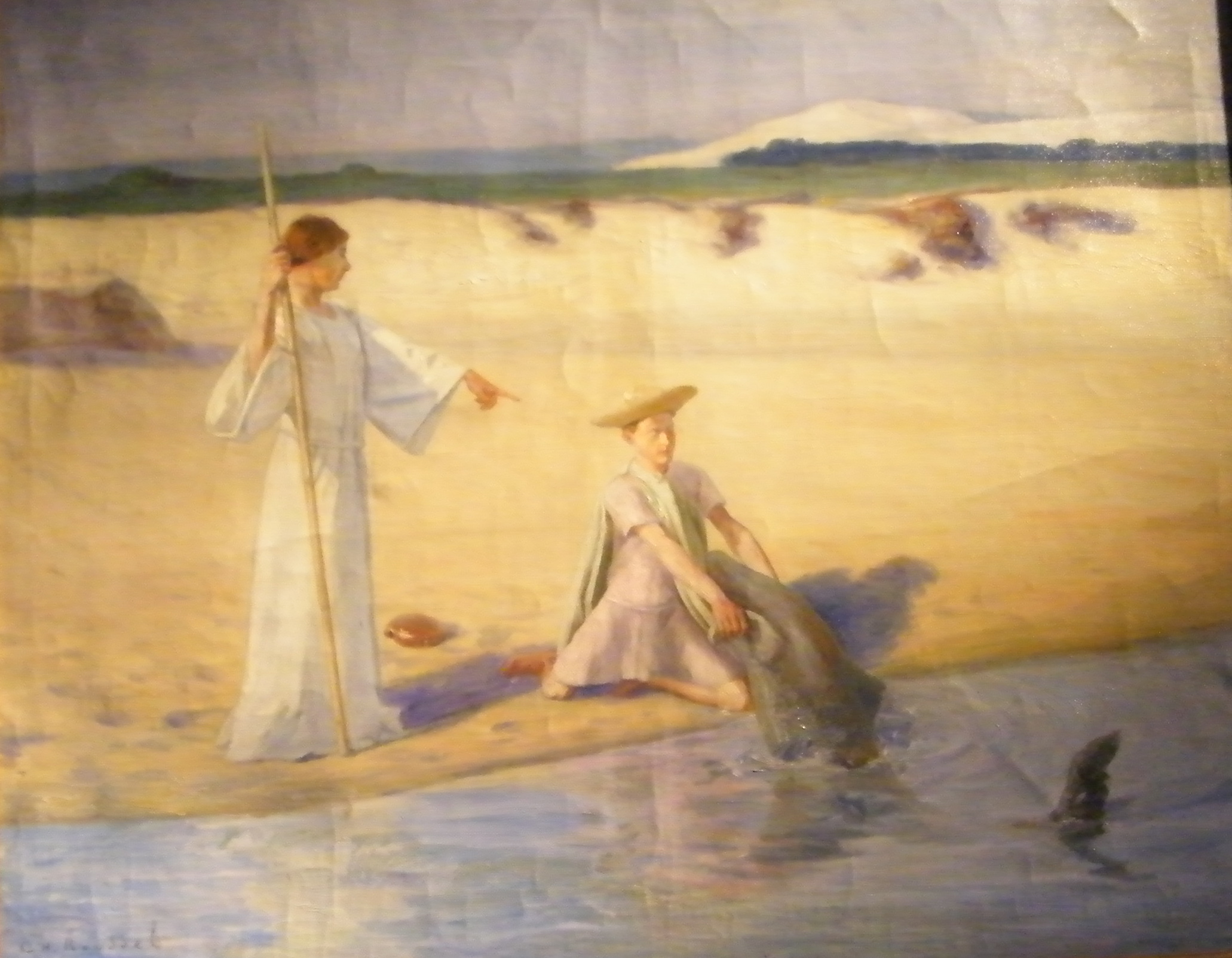
Tobie et l’ange, Berck, musée de France d'Opale Sud.
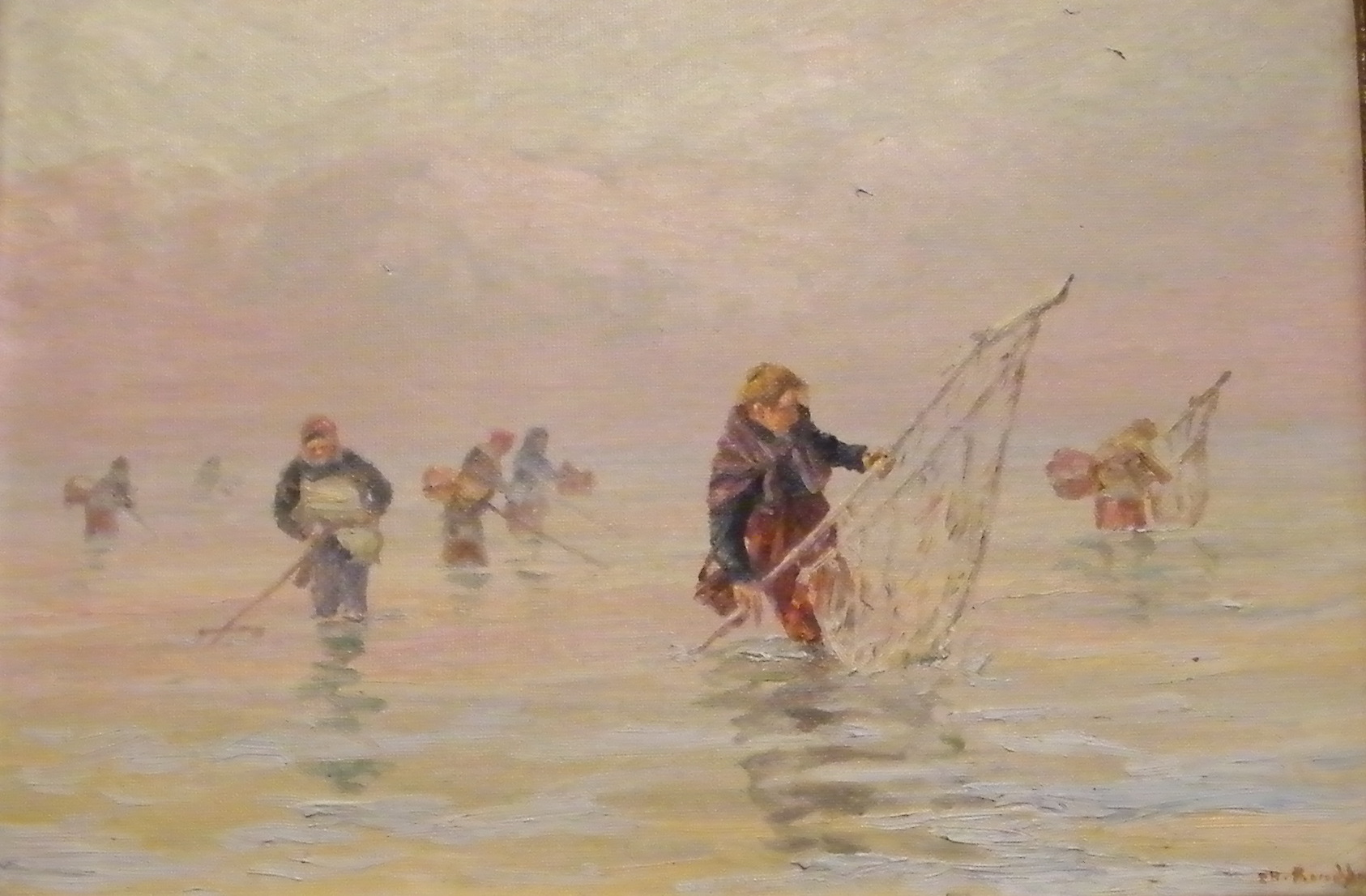
Pêche des crevettes, Berck, musée de France d'Opale Sud.

### Ouvrages illustrés
- Abel Hermant, Confession d'un enfant d'hier[14], Paris, Calmann-Lévy, 1908.
- D. Caldine, Corridas de toros, Chatou, Éd. de la Revue mondiale, 1908.
- Alfred Capus, Faux départ, Paris, Calmann-Lévy, 1909.
- Abel Hermant, Confession d'un homme d'aujourd'hui, Paris, Calmann-Lévy, 1909.
- Catulle Mendes, Zohar, [1915].
- Abel Hermant, Les grands bourgeois. Mémoires pour servir à l'histoire de la société, col. illustrée, Paris, Calmann-Lévy, 1918[15].
- Henry Bordeaux, La Maison morte, Select-Collection/Flammarion, 1922[?].
- Georges Courteline, Les linottes, Paris, Société littéraire de France, 1923.
- Alphonse Daudet, Fromont jeune et Risler aîné, Select-Collection/Flammarion, [1927].